# وير إز ذا فيلنغ
«وير إز ذا فيلنغ» (بالإنجليزية: Where Is the Feeling?)‏ أو «أين هو الإحساس؟» هي أغنية للفنانة الأسترالية كايلي مينوغ، وأخذت من ألبومها الخامس كايلي مينوغ (1995). والأغنية من كلمات ويلف سمارتيز وجاين هانا، في حين تم الإنتاج من قبل فريق براذرز إن ريذم. أصدرت في 17 يوليو 1995 م وكانت ثالث وآخر أغنية منفردة تصدر من هذا الألبوم.
من الناحية التجارية، حققت الأغنية نجاحا لا بأس به، حيث وصلت إلى المركز 31 على قوائم الأغاني في وطنها أستراليا، ووصلت إلى العشرين الأوائل في المملكة المتحدة. أدت كايلي الأغنية جولة واحدة فقط، وهي جولة كايلي فيفر 2002، حيث كانت أدخلت في ميدلي «كراينغ غيم بالاد».